# Exechiopsis crucigera
Exechiopsis crucigera är en tvåvingeart som först beskrevs av Lundstrom 1909.  Exechiopsis crucigera ingår i släktet Exechiopsis och familjen svampmyggor. Arten är reproducerande i Sverige. Inga underarter finns listade i Catalogue of Life.